# Un nuevo comienzo (A New Beginning)
Un nuevo comienzo (A New Beginning) é um extended play da boy band Menudo, lançado em 20 de outubro de 2023, pela gravadora Mistar Entertainment, LLC. Faziam parte dessa formação os integrantes Nicolas Calero, Gabriel Rossell, Andres Emilio, Alejandro Querales e Ezra Gilmore, todos descendentes de latinos.
A lista de faixas é composta por sete músicas. Entre elas, "Mi amore", "Feelin'" e "Tú y yo" foram lançadas como singles. A última citada, assim como "Connection", também possui uma versão em inglês. O álbum se encerra com uma versão em dueto espanhol de "Mi Amore", interpretada com F.A.S.T e DJ Triple X.

## Divulgação
Para divulgação desse novo trabalho, o grupo embarcou em uma turnê em  solo estadunidense que incluiu shows em vite e uma cidades. Os concertos foram iniciados início 7 de julho de 2024, em Boston, Massachusetts e concluidos em 10 de agosto do mesmo ano, em Los Angeles, Califórnia.
O grupo teve aparições em programas e especiais de televisão, tais como o Kids Choice Awards, onde apresentaram uma nomeação, e na "Fiesta Latina de iHeartRadio", no qual cantaram algumas de suas canções. O grupo também iniciou no seu canal do YouTube o chamado "Momentos Menudo", no qual compartilham curiosidades sobre cada um dos integrantes da banda.

## Singles
Três singles foram lançados. O primeiro foi o da canção "Mi amore" que foi anunciado em 20 de maio de 2023, no mesmo dia em que os novos integrantes do grupo foram revelados para o público. O processo para encontrar os novos integrantes começou em agosto de 2022, quando a Menudo Productions, junto com o apresentador de TV Mario López, começou a realizar audições virtuais para talentos de entre 12 e 16 anos. Os novos membros são artistas com experiência em atuação, canto e composição de canções. Como forma de divulgação da nova canção, o grupo apareceu em diversos programas de televisão e de plataformas digitais. O videoclipe mostra uma cena bem típica de filme americano de Sessão da Tarde, com baile de escola cheio de adolescentes e desilusões amorosas.
A faixa "Feelin'" foi lançada como segundo single. A canção foi composta por Luis Salazar, Yoel Henríquez, Andy Clay e Kemzo e produzida pela equipe de produtores musicais VrB Tunes (Orlando Vitto e Renzo Bravo). Segundo o site Latinidade, a música "representa a evolução das crianças como artistas, mantendo fiel ao som característico que ressoa com todas as idades". O videoclipe foi dirigido por Brian Bayerl, e apresenta Alejandro, Andrés, Gabriel, Ezra e Nicolás exibindo seus movimentos de dança e destacando sua química como um grupo. Comercialmente, estreou na posição de número 24 na parada musical Latin Pop Airplay da revista estadunidense Billboard, e teve como pico a 23ª posição, que atingiu na semana seguinte. No total, passou três semanas entre as mais bem colocadas dessa tabela. Além disso, obteve como feito mais de 10 milhões de visualizações no YouTube em pouco tempo após o seu lançamento.
"Tu y yo" foi o terceiro single e foi lançado paralelamente com o EP. A produção é de Alex J, com colaboração de Sebastián Yatra, segundo Alex, um dos integrantes do projeto. A letra aborda sobre os esforços de um jovem apaixonado para conquistar uma garota, dedicando músicas, palavras bonitas e versos sinceros até que o sentimento seja recíproco. O videoclipe, gravado em cinco locações — México, Los Angeles, Nova York, Miami e Porto Rico —, complementa a narrativa romântica, trazendo imagens que capturam a essência do tema.

## Desempenho comercial
O EP atingiu a posição de número 80 na parada musical do iTunes dos Estados Unidos.

## Lista de faixas
- Créditos adaptados do Spotify.[16]

| N.º | Título                                                           | Compositor(es)                                                           | Duração |  |
| 1.  | "Tú y yo"                                                        | Alexander Campos, Alvarez Edmundo                                        | 3:53    |  |
| 2.  | "Mi amore"                                                       | Warren Meyers, Jonas Zekkari, Jordan Fairie, Anjeanette Chirino          | 3:20    |  |
| 3.  | "Feelin'"                                                        | Andy Clay, Yoel Henríquez, Luis Salazar, Carlos Humberto Dominguez Kemzo | 2:42    |  |
| 4.  | "Connection"                                                     | Scott Russel Stoddart, Andrew Love, Leroy Sanchez Bejarano               | 3:26    |  |
| 5.  | "Tú y yo" (Versão em inglês)                                     | Alexander Campos, Alvarez Edmundo                                        | 3:53    |  |
| 6.  | "Connection" (Versão em inglês)                                  | Scott Stoddart, Andrew Love                                              | 3:27    |  |
| 7.  | "Mi amore (F.A.S.T x & DJ Triple XL Remix)" (Versão em espanhol) | Warren Meyers, Jonas Zekkari, Jordan Fairie, Anjeanette Chirino          | 3:29    |  |

## Tabelas
| Tabela musical (2023)         | Melhor posição |
| ----------------------------- | -------------- |
| Estados Unidos (iTunes Chart) | 80             |